# دانيال فيكتور
دانيال فيكتور هو كاتب أغاني ومغني كندي، ولد في 20 سبتمبر 1979 في وندسور في كندا.

## وصلات خارجية
- الموقع الرسمي
- دانيال فيكتور على موقع ميوزك برينز (الإنجليزية)
- دانيال فيكتور على موقع ميوزك برينز (الإنجليزية)
- دانيال فيكتور على موقع أول ميوزيك (الإنجليزية)
- دانيال فيكتور على موقع ديسكوغز (الإنجليزية)